# Scott Eatherton
Scott Eatherton (Hershey, Pensilvania, 26 de diciembre de 1991) es un baloncestista estadounidense que pertenece a la plantilla del Nagoya Diamond Dolphins de la B.League, la primera división del baloncesto en Japón. Con 2,03 metros de estatura, juega en la posición de ala-pívot.

## Trayectoria deportiva

### Universidad
Jugó dos temporadas con los Red Flash de la Universidad Saint Francis, en las que promedió 9,0 puntos, 4,6 rebotes y 0,6 asistencias por partido, tas las que fue transferido a los Huskies de la Universidad Northeastern, donde tras cumplir el preceptivo año de parón obligado por la normativa de la NCAA, jugó otras dos temporadas, en las que promedió 12,4 puntos, 6,6 rebotes y 1,0 asistencias por partido. Fue incluido en su última temporada tanto en el mejor quinteto de la Colonial Athletic Association como en el mejor quinteto defensivo.

### Profesional
Tras no ser elegido en el Draft de la NBA de 2015, en el mes de julio fichó por el Fortitudo Agrigento de la Serie A2 del baloncesto italiano, donde jugó una temporada en la que promedió 12,4 puntos y 7,6 rebotes por partido.
En agosto de 2016 fichó por el BG 74 Göttingen de la liga alenana.
En 2017 se marcharía a las filas del Basketball Löwen Braunschweig para jugar durante 3 temporadas en la Basketball Bundesliga.
Durante la temporada 2019-20, el pívot americano se convierte en máximo anotador de la liga con 17,7 puntos por partido, máximo reboteador con 8,2 capturas por partido y jugador mejor valorado de esta temporada regular en la Basketball Bundesliga.
El 2 de junio de 2020 se hace oficial su fichaje por el BAXI Manresa de la Liga ACB por dos temporadas.
En junio de 2021, firma por el Nagoya Diamond Dolphins de la B.League, la primera división del baloncesto en Japón.